# Proclamació de Telepinus
La Proclamació de Telepinus és un document emès pel rei hitita Telepinus en forma d'edicte amb una extensa introducció històrica que serveix de justificació per les diverses mesures legals que estableix, principalment sobre la successió al tron, el control jurídic de la família reial i una reforma de l'exèrcit i de la intendència. Pels litigis estableix un tribunal de nobles anomenat pankus, inapel·lable, i al qual fins i tot el mateix rei estava sotmès.
La ideologia exposada és senzilla i molt clara. Mostra els beneficis de l'ordre i la concòrdia dins de la família reial, que porten sens dubte èxit en la política exterior. Per això fa, per primera vegada en documents hitites, una síntesi dels regnats de diversos reis, preocupat més per descriure les actituds correctes que porten a l'èxit davant de les reprovables que condueixen al fracàs. És una mena d'història basada en la moralitat dels personatges i no mostra preocupació per la descripció del que va passar.
Indica el període de grandesa de l'Imperi hitita, des de Labarnas I fins a Mursilis I i el període de desordres que segueix després del regnat d'aquest últim rei. Algunes vegades falseja la història, i la seva crònica sobre el regnat d'Ammunas el presenta amb trets absolutament negatius, que probablement eren immerescuts. El document va presidir les actuacions polítiques de Telepinus, ja que totes les mesures que va prendre anaven dirigides a la recuperació de l'ordre moral i a la consolidació del poder del rei i de la grandesa del país. Per altra banda, encara que té moltes limitacions, és sens dubte un document d'un gran valor històric.
La Proclamació també parla de mesures més concretes i pràctiques sobre defensa militar, conservades molt fragmentàriament i difícils de comprendre, i estableix diversos magatzems reials al seu territori anomenats "Cases del segell", on es guardaven productes diversos i fonamentalment gra per l'alimentació dels exèrcits en campanya. També parla de que els captius que es fessin a les guerres havien de ser utilitzats pel cultiu dels camps. L'estat fragmentari del document no permet escatir gaires coses més, sinó unes disposicions per protegir les persones contra les reclamacions dels hereus quan encara eren en vida, unes altres on es parla d'un "senyor de la sang", que dictamina si els delictes de sang s'han de pagar amb la mort o amb una multa, i una condemna a la pràctica de la bruixeria, jutjada per un tribunal especial que es reunia a la porta del palau.